# Katzenjammer
Le Katzenjammer sono un gruppo musicale norvegese formatosi a Oslo nel 2005. La band composta di quattro ragazze si esibisce in lingua inglese.
Il loro nome deriva da quello del fumetto Katzenjammer Kids.

## Formazione
- Anne Marit Bergheim
- Marianne Sveen
- Solveig Heilo
- Turid Jørgensen

## Discografia

### Album studio
- 2008 - Le Pop
- 2011 - A Kiss Before You Go
- 2015 - Rockland

### Album live
- 2012 - A Kiss Before You Go: Live in Hamburg